# Daniel-Henry Kahnweiler
 (décembre 2010).
Si vous disposez d'ouvrages ou d'articles de référence ou si vous connaissez des sites web de qualité traitant du thème abordé ici, merci de compléter l'article en donnant les références utiles à sa vérifiabilité et en les liant à la section « Notes et références ».
Daniel-Henry Kahnweiler, né le 25 juin 1884 à Mannheim en Allemagne et mort le 11 janvier 1979 à Paris, est un écrivain, collectionneur et marchand d'art allemand, naturalisé français en 1937, promoteur du mouvement cubiste dans les années 1910 et 1920.

## Biographie

### Les années de formation en Allemagne et à Paris
Fils de bourgeois aisés, Daniel-Henry Kahnweiler grandit à Stuttgart, où au contact de son grand-oncle, Joseph Goldscheider, il est initié, lors de longues promenades, à la musique, et à la peinture, l'incitant à fréquenter les musées européens. Il y découvre Boucher, Chardin, Rembrandt et surtout Cranach. En 1902, il vient vivre à Paris et fréquente le musée du Louvre et le musée du Luxembourg. Kahnweiler découvre à cette époque la peinture impressionniste et en particulier Cézanne, où il voit les prémices d’une nouvelle peinture. Très vite il acquiert la conviction qu’il veut être marchand d’art, « non un créateur, mais plutôt […] un intermédiaire dans un sens relativement noble »[réf. nécessaire] : Ambroise Vollard et Paul Durand-Ruel seront des guides, « ses maîtres ».
En 1904, il fait la connaissance de sa future épouse, Lucie Godon (1882-1945), avec laquelle il vit en union libre, sa famille s'opposant au mariage. Non seulement Lucie a deux ans de plus, mais elle est en outre mère d'une petite fille de deux ans, Louise, élevée par sa grand-mère à Sancerre, qui la fait passer pour la sœur cadette de sa mère.

### La galerie Kahnweiler, puis la galerie Simon
En février 1907, Daniel-Henry Kahnweiler ouvre une galerie rue Vignon à Paris,. Quelques mois plus tard, il y rencontre Pablo Picasso,. Suivent Max Jacob, Georges Braque, Juan Gris, Fernand Léger, Guillaume Apollinaire. En 1909, il se fait l'éditeur de ce dernier pour L'Enchanteur pourrissant, illustré de gravures d'André Derain.
Kahnweiler devient ainsi le marchand d'art et le promoteur des quatre mousquetaires du cubisme : Picasso, Braque, Gris et Derain. En 1913 Derain réalisera un portrait de Lucie dit Portrait de Madame Kahnweiler. Il fut le premier, avec Wilhelm Uhde, à percevoir la rupture et la force des Demoiselles d'Avignon de Picasso, toile fondatrice du cubisme qu'il voit en juillet 1907 dans l'atelier du Bateau-Lavoir,. Principal soutien des cubistes, il appréciait aussi Eugène-Nestor de Kermadec, André Beaudin, Francisco Bores. Il s'intéresse aussi à Pierre Girieud pour qui il organise la première exposition particulière en octobre 1907.
Ne croyant pas à l'issue armée, il ne suit pas les incitations de Picasso l'exhortant à se faire naturaliser. Lors de la déclaration de guerre du 3 août 1914, il se trouve en Italie (à Rome) durant ses vacances, qu'il prolonge, désobéissant à son ordre de mobilisation dans l'armée allemande. Il refuse de combattre son pays d’adoption, et, déclaré déserteur, fuit en Suisse avec sa compagne à l'été 1914. Sa galerie parisienne est séquestrée en tant que biens appartenant à l'ennemi. Refusant de prendre position entre Français et Allemands, il est considéré comme un ennemi de la France et les œuvres de sa galerie sont saisies le 12 décembre 1914 pour être vendues aux enchères dans le but d'alimenter les caisses de l’État. La guerre terminée, et malgré l'hostilité de sa famille, il se marie à Berne le 2 juillet 1919 avec Lucie Godon. Ses biens et sa galerie étant sous séquestre, il s'associe avec André Simon et le 1er septembre 1920, il ouvre sous le nom de ce dernier, au no 29 bis rue d'Astorg dans le 8e arrondissement, la galerie Simon.

### Les dimanches de Boulogne
Au début du mois de mars 1921, le couple s'installe avec Louise à Boulogne-sur-Seine au no 12 rue de la Mairie (actuelle rue de l’Ancienne-Mairie) où il anime un salon mondain, les « dimanches de Boulogne », fréquenté par le critique d’art Maurice Raynal, l'artiste-peintre Suzanne Roger et son mari André Beaudin, le sculpteur Jacques Lipchitz, le compositeur Erik Satie, le dramaturge Armand Salacrou et sa femme Lucienne, les écrivains et poètes Antonin Artaud, Charles-Albert Cingria, Georges Limbour, Max Jacob qui fait venir le peintre Élie Lascaux, chez qui il rencontre André Masson et sa femme Odette, l'architecte Le Corbusier, le cinéaste Roland Tual…
Entretemps, les tableaux saisis pendant la guerre par le gouvernement français sont mis en vente à l'hôtel Drouot les 13 et 14 juin 1921 puis, les 7 et 8 mai 1923, c'est le tour des biens propres de Kahnweiler, qui avaient également été saisis.
En 1922, Max Jacob lui présente André Malraux et sa femme Clara. Il engage celui-ci comme éditeur à la galerie Simon. En avril, le peintre Juan Gris et sa femme Josette s'installent à Boulogne-sur-Seine et se joignent aux « dimanches ». À la fin de la même année, André Masson présente Michel Leiris qui devient d'autant plus assidu du salon dominical qu'il courtise Louise, présentée comme la belle-sœur de Kahnweiler. À son tour, Michel Leiris y introduit Tristan Tzara, puis suivra Robert Desnos.
Kahnweiler publie les jeunes auteurs : André Malraux, illustré par Fernand Léger, Raymond Radiguet illustré par Henri Laurens puis Juan Gris, Antonin Artaud, illustré par Élie Lascaux, Armand Salacrou et Tristan Tzara illustré par Juan Gris, Georges Limbour, Michel Leiris, Robert Desnos et Georges Bataille, illustré par André Masson.
Après le premier trimestre 1926, les « dimanches de Boulogne » ne reçoivent plus qu'André Masson, Elie Lascaux, qui a épousé en 1925 la seconde sœur de Lucie, Berthe, et Michel Leiris, qui devient également un membre de la famille en épousant Louise, la fille naturelle de Lucie Kahnweiler, et la secrétaire de Daniel-Henry. Ces jeunes époux seront hébergés dans une chambre de la maison de Boulogne jusqu'en septembre 1930, non sans provoquer un certain malaise chez ceux-ci. À la mort de Juan Gris, le 11 mai 1927, les « dimanches » cessent définitivement.

### La fin d'un monde
En 1937, Kahnweiler bénéficie de la politique de naturalisation du gouvernement de Léon Blum et devient citoyen français. Dès le 12 juin 1940, les Kahnweiler, qui depuis 1933 ne se faisaient aucune illusion sur les projets d'Hitler, quittent Paris pour le Repaire l’Abbaye près Les Lascaux à Saint-Léonard-de-Noblat et y restent jusqu’en 1943, y recevant le cercle de leurs amis. C'est là qu'est écrit Juan Gris, la seule création véritablement littéraire de Kahnweiler.
Après l'invasion allemande, les décrets des 16 et 22 juillet 1940 ôtèrent à Kahnweiler la nationalité française. Son gendre, Michel Leiris, vient habiter sa maison à Boulogne pour éviter l'expropriation. À la suite du décret du 2 juin 1941 imposant l'« aryanisation des biens juifs », il vend le 1er juillet sa galerie à Louise Leiris, la fille naturelle de sa femme qu'ils ont élevée ensemble, pour éviter un second séquestre.
Au printemps 1943, Kahnweiler revient à Paris. Il se cache chez les Leiris, au quatrième étage du no 53 bis quai des Grands-Augustins. À la suite d'une dénonciation, la maison des Kahnweiler à Saint-Léonard-de-Noblat est perquisitionnée par la Gestapo. Elle recherche des armes. La maison est pillée, mais les tableaux sont épargnés. Retirés à Lagupie chez des amis de Leiris, les Kahnweiler revinrent à Paris, quai des Grands-Augustins, au début du mois d’octobre 1944.
Lucie meurt le 14 mai 1945 d'un cancer. Daniel Henry Kahnweiler prend ses distances avec ses affaires de marchand d'art, mais écrit sur l'art, sur la sculpture de Picasso, sur Paul Klee, et sur l'art moderne. En mars 1957, la Galerie Louise Leiris change de locaux pour emménager au 47 rue de Monceau. Il habite chez les Leiris jusqu’à sa mort, en 1979.

## Publications
- Huit entretiens avec Picasso [1933-1952], L'Échoppe, Paris, 1988 [texte publié pour la première fois dans la revue Le Point, no 42, octobre 1952  (ISBN 2-905657-40-5)
- Entretiens avec Picasso au sujet des « Femmes d'Alger » [1955], L'Échoppe, Paris, 1991 [texte publié pour la première fois dans la revue Aujourd'hui, art et architecture, no 4, septembre 1955  (ISBN 2-905657-79-0)
- Six entretiens avec Picasso [1933-1948], L'Échoppe, Paris, 1995 [texte publié pour la première fois dans la revue Quadrum, no 2, novembre 1956  (ISBN 2-84068-047-5)
- Entretiens avec Francis Crémieux, collection « Mes galeries et mes peintres », Gallimard, Paris, 1961
- Mes galeries et mes peintres, éditions Gallimard, 1998  (ISBN 2070751759) (en partie traduction de My Galleries and Painters, Thames & Hudson, 1971 et reprise de l'ouvrage éponyme paru en français en 1961).